# 入山アキ子
入山 アキ子（いりやま あきこ、1969年9月9日 - ）は、山口県美祢市出身の演歌歌手。現在は埼玉県狭山市在住。看護師（防衛庁技官・国家公務員。職歴は13年。）から歌手に転身した異色の経歴をもつ。デビュー以来、訪問や病院の訪問を続けている。年間目標は99か所。

## 略歴
- 山口県立山口中央高等学校卒業。中学・高校では生徒会副会長、演劇部部長を務め放送部にも入部。NHKアナウンスコンテスト朗読部門県代表となり2年連続全国大会へ。
- 防衛医科大学校高等看護学院卒業。同病院で看護師として勤務。
- 1997年・2000年、カラオケ大会「全国歌の甲子園」埼玉大会で優勝。
- 2001年、テレビ埼玉「カラオケ一番」優勝、チャンピオン大会特別賞。久仁京介杯、岡千秋杯、たきのえいじ杯それぞれで優勝。
- 2002年、テレビ埼玉新春カラオケ大賞優勝、越生ゆうパーク年間グランドチャンピオン獲得。
- 同じ山口県出身の作曲家・鈴木淳に師事し、2004年にキングレコードより「不如帰」（夭逝した村上幸子のカバー）でデビュー。
- 2007年、徳間ジャパンコミュニケーションズに移籍。
- 2008年、テイチクエンタテインメントに移籍メジャーデビュー。
- 2009年、北海道稚内市ふるさと大使就任。
- 2010年、山口県美祢市ふるさと交流大使就任。
- 2014年、和歌山県和歌山市加太夕陽鯛使就任。
- 2014年、山口県山口ふるさと大使就任。
- 2017年、ワクイ音楽事務所に所属。初のブラジル公演を開催した。
- 2019年、初の自作詞曲「秋はあなたと共に」発売。カップリング曲の「みだれ舞い」が日本作曲家協会奨励賞を受賞。初の台湾公演を開催した。
- 2020年3月より「入山アキ子のつれづれ日記」をYouTube配信。歌謡ショーにも健康体操を盛り込みんでいる。
- 2022年から昭和歌謡オトコウタライブを年間50か所開催。
- 2024年、和歌山県和歌山市観光発信人就任[2]。

## 職歴
- 防衛医科大学校病院耳鼻咽喉科
- 防衛医科大学校病院第2外科（心臓・肺・消化器外科）7E病棟主任
- 入間市・豊岡第一病院内科外来師長・抗癌剤外来治療担当・外来統括主任

## エピソード
- キャッチフレーズは「歌も看護も心から」。趣味・特技は御朱印収集・油絵・水彩画・ピアノ演奏・温泉巡り・季節の花鑑賞・自己流の書。
- 2019年発売「女の恋ざんげ」ジャケットの龍の絵は入山本人の作品。着用のかんざしは、美空ひばりの愛用品であった。
- 2020年発売「月に笑う蝶」ジャケットの蝶の絵とタイトルも本人の作品。
- 2024年11月からカラオケ「JOYSOUND」にて配信しているダイソーのBGM曲「Happy Price Paradise」のミュージックビデオに出演している[3][4]。

## ディスコグラフィ

### シングル
| #  | 発売日          | 曲順 | タイトル                              | 作詞       | 作曲     | 編曲       | レーベル        | 規格品番   |
| -- | --------------- | ---- | ------------------------------------- | ---------- | -------- | ---------- | --------------- | ---------- |
| 1  | 2004年 10月6日  | 01   | 不如帰                                | 星野哲郎   | 桜田誠一 | 川端マモル | キング レコード | KICB-2197  |
| 1  | 2004年 10月6日  | 02   | あなたの女                            | 吉岡治     | 伊藤雪彦 | 川端マモル | キング レコード | KICB-2197  |
| 2  | 2007年 4月4日   | 01   | 溺れ酒                                | 悠木圭子   | 鈴木淳   | 南郷達也   | 徳間 ジャパン   | TKCA-90194 |
| 2  | 2007年 4月4日   | 02   | 港町 なみだ雨                         | 悠木圭子   | 鈴木淳   | 竜崎孝路   | 徳間 ジャパン   | TKCA-90194 |
| 3  | 2008年 10月22日 | 01   | ザンザ岬                              | 星野哲郎   | 鈴木淳   | 南郷達也   | テイチク        | TECA-12159 |
| 3  | 2008年 10月22日 | 02   | 雪散花                                | 悠木圭子   | 鈴木淳   | 前田俊明   | テイチク        | TECA-12159 |
| 4  | 2012年 10月24日 | 01   | 雨のよりそい花                        | 悠木圭子   | 鈴木淳   | 前田俊明   | テイチク        | TECA-12394 |
| 4  | 2012年 10月24日 | 02   | 哀恋歌                                | 悠木圭子   | 鈴木淳   | 前田俊明   | テイチク        | TECA-12394 |
| 5  | 2013年 6月19日  | 01   | きずな道                              | 悠木圭子   | 鈴木淳   | 前田俊明   | テイチク        | TECA-12452 |
| 5  | 2013年 6月19日  | 02   | 出逢い橋                              | 悠木圭子   | 鈴木淳   | 前田俊明   | テイチク        | TECA-12452 |
| 6  | 2014年 7月23日  | 01   | 紀淡海峡                              | 悠木圭子   | 鈴木淳   | 前田俊明   | テイチク        | TECA-12539 |
| 6  | 2014年 7月23日  | 02   | 秋芳洞愛歌                            | 星野哲郎   | 鈴木淳   | 前田俊明   | テイチク        | TECA-12539 |
| 7  | 2015年 7月22日  | 01   | 女・なみだ酒                          | 悠木圭子   | 鈴木淳   | 前田俊明   | テイチク        | TECA-13612 |
| 7  | 2015年 7月22日  | 02   | 追憶のタンゴ                          | 悠木圭子   | 鈴木淳   | 前田俊明   | テイチク        | TECA-13612 |
| 8  | 2016年 9月7日   | 01   | 信濃慕情                              | 悠木圭子   | 鈴木淳   | 前田俊明   | テイチク        | TECA-13704 |
| 8  | 2016年 9月7日   | 02   | 恋待岬                                | 悠木圭子   | 鈴木淳   | 前田俊明   | テイチク        | TECA-13704 |
| 9  | 2017年 9月6日   | 01   | 知床岬                                | 悠木圭子   | 鈴木淳   | 前田俊明   | テイチク        | TECA-13781 |
| 9  | 2017年 9月6日   | 02   | 雨に散る花                            | 悠木圭子   | 鈴木淳   | 前田俊明   | テイチク        | TECA-13781 |
| 10 | 2018年 9月5日   | 01   | 悪女の季節                            | かず翼     | 大谷明裕 | 伊戸のりお | テイチク        | TECA-13857 |
| 10 | 2018年 9月5日   | 02   | 大事な人だから                        | かず翼     | 大谷明裕 | 伊戸のりお | テイチク        | TECA-13857 |
| 11 | 2019年 5月15日  | 01   | みだれ舞い                            | かず翼     | 大谷明裕 | 伊戸のりお | テイチク        | TECA-13926 |
| 11 | 2019年 5月15日  | 02   | 秋はあなたと共に                      | 入山アキ子 | 大谷明裕 | 伊戸のりお | テイチク        | TECA-13926 |
| 12 | 2019年 11月6日  | 01   | 女の恋ざんげ                          | かず翼     | 大谷明裕 | 伊戸のりお | テイチク        | TECA-13967 |
| 12 | 2019年 11月6日  | 02   | 悪女の季節                            | かず翼     | 大谷明裕 | 伊戸のりお | テイチク        | TECA-13967 |
| 12 | 2019年 11月6日  | 03   | みだれ舞い                            | かず翼     | 大谷明裕 | 伊戸のりお | テイチク        | TECA-13967 |
| 12 | 2019年 11月6日  | 04   | 女のブルース                          | 石坂まさを | 猪俣公章 | 伊戸のりお | テイチク        | TECA-13967 |
| 13 | 2020年 9月9日   | 01   | 月に笑う蝶                            | 緑子       | 大谷明裕 | 伊戸のりお | テイチク        | TECA-20047 |
| 13 | 2020年 9月9日   | 02   | 笑顔の花が咲くように                  | 入山アキ子 | 大谷明裕 | 伊戸のりお | テイチク        | TECA-20047 |
| 14 | 2021年 9月15日  | 01   | 人生七曲り                            | 穂口雄右   | 穂口雄右 | 穂口雄右   | テイチク        | TECA-21048 |
| 14 | 2021年 9月15日  | 02   | 義理と人情と愛をのせて                | 入山アキ子 | 穂口雄右 | 穂口雄右   | テイチク        | TECA-21048 |
| 15 | 2022年 10月19日 | 01   | 一泊二日                              | 久仁京介   | 四方章人 | 南郷達也   | テイチク        | TECA-22057 |
| 15 | 2022年 10月19日 | 02   | わたしのふる里                        | 水谷公生   | 水谷公生 | 水谷公生   | テイチク        | TECA-22057 |
| 16 | 2024年 8月7日   | 01   | ザンザ岬 (ニューバージョン)           | 星野哲郎   | 鈴木淳   | 南郷達也   | テイチク        | TECA-24040 |
| 16 | 2024年 8月7日   | 02   | 紀淡海峡 (ニューボーカルバージョン)   | 悠木圭子   | 鈴木淳   | 前田俊明   | テイチク        | TECA-24040 |
| 16 | 2024年 8月7日   | 03   | 秋芳洞愛歌 (ニューボーカルバージョン) | 星野哲郎   | 鈴木淳   | 前田俊明   | テイチク        | TECA-24040 |

#### デュエット・シングル
| 発売日         | デュエット | 曲順 | タイトル          | 作詞   | 作曲     | 編曲       | レーベル | 規格品番   |
| -------------- | ---------- | ---- | ----------------- | ------ | -------- | ---------- | -------- | ---------- |
| 2018年 8月15日 | 浜博也     | 01   | ダメなひと PartII | 北爪葵 | 南乃星太 | 伊戸のりお | テイチク | TECA-13869 |
| 2018年 8月15日 | 浜博也     | 02   | 雨よ許して        | 緑子   | 緑子     | 伊戸のりお | テイチク | TECA-13869 |

### タイアップ曲
| 年     | 楽曲                 | タイアップ                                       |
| ------ | -------------------- | ------------------------------------------------ |
| 2021年 | 笑顔の花が咲くように | テレビ埼玉『NEWS930』EDテーマ（2021年1月 - 3月） |

### アルバム

#### ベスト・アルバム
| 発売日         | タイトル                       | 規格品番  |
| -------------- | ------------------------------ | --------- |
| 2015年10月21日 | ベストアルバム〜女・なみだ酒〜 | TECE-3331 |
| 2016年10月19日 | 2017年全曲集                   | TECE-3389 |
| 2017年10月18日 | 2018年全曲集                   | TECE-3451 |
| 2018年10月17日 | 2019年全曲集                   | TECE-3518 |
| 2019年10月16日 | 2020年全曲集                   | TECE-3554 |
| 2020年9月16日  | 2021年全曲集                   | TECE-3601 |
| 2021年10月20日 | 全曲集                         | TECE-3649 |

#### カバー・アルバム
| 発売日        | タイトル           | 規格品番  |
| ------------- | ------------------ | --------- |
| 2023年9月20日 | 昭和歌謡オトコウタ | TECE-3699 |

## テレビ・ラジオ出演歴
- TBS「水戸黄門（第39部・第4話）」（2008年11月3日）女中おたき役[5]
- NHK-BS2「ザ･スター」
- テレ玉「プロをめざせGOGOうたじまん」「カラオケ一番」
- テレ玉「演歌街道」レギュラー（2005年4月 - 7月）
- テレ玉「入山アキ子とマイク河原のここ一番の歌謡曲」レギュラー（2013年9月 - ）
- テレ玉「音楽館～さいたまライブ～」レギュラー（2014年9月 - ）
- KRY山口放送ラジオ「演歌最前線」レギュラー（2005年4月 - 7月）
- KRY山口放送「熱血テレビ」（2005年・2009年・2012 - 2015年）
- FMチャッピー「入山アキ子の夢を宝をありがとう」レギュラー（2005年）
- FMチャッピー「入山アキ子の維新!伝心!」レギュラー（2012年1月 - 2013年）
- RKB毎日放送ラジオ「花の応援団」内「入山アキ子の美祢に来てみーね」レギュラー（2016年7月～12月）
- テレ玉「NEWS930」 - 番組エンディングテーマ曲担当

### レギュラー
- 2020年5月 - 
  - FMチャッピー「お元気ですか♪入山アキ子です」
  - FMチャッピー「入山アキ子のめぐり逢い見聞録」